# Culture du Kosovo
La culture du Kosovo, pays d'Europe du Sud-Est, désigne d'abord les pratiques culturelles observables de ses habitants (2 000 000, estimation 2020, diasporas non comprises).
La culture du Kosovo se décline en une culture albanaise.

## Culture albanaise
La culture des Albanais du Kosovo est très étroitement liée à celle des albanais d'Albanie. Le dialecte parlé est le guègue, typique des albanais du nord. Cependant, l'éducation, les livres, les médias, les journaux, et la langue officielle des administrations se fait dans le dialecte standard de l'albanais, qui est proche du dialecte tosque (un dialecte du sud de l'Albanie).

## Éducation
- L'éducation est donnée pour tous les degrés de niveaux : écoles primaires, écoles secondaires et des universités.
- L'université de Pristina est l'université publique du Kosovo.
- Il y a plusieurs écoles privées internationales, dont l'école américaine de Pristina (Americain school of Kosova - ASK) ou l'école internationale turque (Mehmet Akif College - MAC).
- Il y a aussi une bibliothèque nationale (nommé en albanais : Biblioteka Kombëtare), situé dans le centre de Pristina, qui est la principale et la plus grande bibliothèque du Kosovo.

## Culture serbe
Les Serbes considèrent le Kosovo sous un angle particulier de leur propre culture puisqu'il abrite plusieurs monastères de l'Église orthodoxe serbe ayant une valeur spirituelle forte mais le Kosovo n’est plus lié a la Serbie.
Liste de monastères orthodoxes serbes au Kosovo :
- Monastère de Banjska
- Monastère de Devič
- Monastère de Gračanica
- Patriarcat de Peć
- Monastère de Visoki Dečani.

Plusieurs de ces monuments ont été placés sur la liste du Patrimoine mondial de l'UNESCO, et sur la liste du patrimoine mondial en péril,, comme le Patriarcat de Peć.

## Langues, peuples, cultures

### Langues
- Langues au Kosovo, Langues du Kosovo
- Kosovars
- Alphabet macédonien
- Langages de minorités au Kosovo (en)

### Peuples
- Groupes ethniques au Kosovo
  - Albanais (peuple), Albanais d'Albanie
  - Ashkalis
  - Bosniaques du Kosovo, Bosniaks in Kosovo (en)
  - Égyptiens des Balkans
  - Gorans
  - Juifs du Kosovo, History of the Jews in Kosovo (en)
  - Monténégrins du Kosovo, Montenegrins of Kosovo (en)
  - Musulmans (nationalité)
  - Pomaks
  - Roms du Kosovo
  - Turcs du Kosovo Turks in Kosovo (en)
  - Autres
- Émigration, expatriation, Diaspora kosovare
- Immigration
- Crise migratoire en Europe (2010-)

## Traditions

### Religion(s)
- Religion au Kosovo (en), Religion au Kosovo (rubriques)
- Islam au Kosovo (en) (90..95 %), Islam au Kosovo (rubriques)
  - Naim Tërnava (de), Halveti-Tekke (Prizren) (de)
  - Bektachi
  - Islamic Community of Kosova (en)
- Christianisme au Kosovo (< 5 %), Christianisme au Kosovo (rubriques)
  - Église catholique au Kosovo (65 000)
    - Mère Teresa

  - Kosovo Protestant Evangelical Church (en)
- Judaïsme au Kosovo, Histoire des Juifs au Kosovo

### Symboles
- Armoiries du Kosovo, Drapeau du Kosovo
- Europe, hymne national du Kosovo

Le 11 juin 2008, le Parlement kosovar a adopté l'hymne de la république du Kosovo, composition intitulée « Europe », sans paroles afin de « respecter la nature multiethnique du Kosovo ». Le vote a été acquis dans les conditions suivantes : 72 députés ont voté pour, 15 députés ont voté contre et 5 députés se sont abstenus.
Cet hymne a été composé par Mendi Mengjiqi.

### Fêtes
- Jours fériés publics au Kosovo (en)
- Nouvel An orthodoxe

## Société
- Kosovars
- Personnalités kosovare

### Famille
- Genre
  - Histoire et Droits LGBT au Kosovo
- Femmes, Histoire des femmes au Kosovo
- Naissance
- Noms
- Patronymes kosovars[4]
- Liste de prénoms kosovars[5]
- Enfance
- Jeunesse
- Sexualité
- Union maritale
- Emploi
- Vieillesse
- Mort
- Funérailles

### Éducation
- Éducation au Kosovo, Éducation au Kosovo (rubriques)
- Science en République de Macédoine, Science au Kosovo (rubriques)
- Université de Pristina
- European College of Kosovo (en)
- Academy of Sciences and Arts of Kosovo (en)
- Liste des pays par taux d'alphabétisation
- Liste des pays par IDH

### Droit
- Droits LGBT au Kosovo
- Crime in Kosovo (en)
- Corruption in Kosovo (en)
- Human trafficking in Kosovo (en)
- Organ theft in Kosovo (en)
- Mafia albanaise
- Droits de l'homme au Kosovo
- Rapport d'Amnesty International 2016-2017

### Divers
- Costumes nationaux du Kosovo

### État
- Histoire de la Yougoslavie (1945-1992), Guerres de Yougoslavie (1991-2001)
- Histoire de la Serbie, Histoire de la Serbie (rubriques)
- Politique en Serbie, Politique en Serbie (rubriques)
- Yougo-nostalgie
- List of wars involving Yugoslavia (en)
- List of wars involving Serbia (en)
- List of massacres in Kosovo (en)
- War crimes in the Kosovo War (en)
- Islamism and Islamic terrorism in the Balkans (en)

## Arts de la table

### Cuisine
- Régime méditerranéen, Cuisine méditerranéenne (rubriques)
- Cuisine des Balkans (rubriques), Balkan cuisine (en)
- Cuisine croate (rubriques), cuisine croate
- Cuisine bosnienne (rubriques)
- Cuisine albanaise (rubriques), cuisine albanaise
- Cuisine macédonienne, Cuisine macédonienne (rubriques)
- Cuisine monténégrine
- Kosovan cuisine (en), Cuisine turque

### Boissons
- Boissons des Balkans
- Thé, café, CoffeeFest (en), Coffee culture in former Yugoslavia (en)
- Eau minérale, Knjaz Miloš Aranđelovac (KMA)
- Babeurre, Ayran
- Jus de fruits
- Boissons gazeuses
- Boza, Kvas
- Guarana (drink) (en)
- Bière : la bière Nikšićko est la plus répandue.
- Vin
- Alcools
  - Rakija, Slivovitz, Vinjak
  - Pelinkovac (en), Komovica (en), Gorki list (en)

## Santé
- Santé, Santé publique, Protection sociale
- Santé au Kosovo (en), Santé au Kosovo (rubriques)
- Liste des pays par taux de tabagisme
- Liste des pays par taux de natalité
- Liste des pays par taux de suicide

### Sports
- Sport au Kosovo (en), Sport au Kosovo (rubriques)
- Catégorie:Sportif kosovar
- Catégorie:Sportive kosovare
- Kosovo aux Jeux olympiques

### Arts martiaux
- Arts martiaux au Kosovo
- Liste des arts martiaux et sports de combat
- Boxe, Karaté

### Yougoslavie (1945-1992)
- Sport en Yougoslavie, Sport en Yougoslavie (rubriques)
- Sportifs yougoslaves, Sportives yougoslaves
- Yougoslavie aux Jeux olympiques

### Autres
- Échecs

## Média
- Média au Kosovo (en), Média au Kosovo (rubriques)
- Télécommunications au Kosovo (en), Télécommunications au Kosovo (rubriques)
- Journalistes kosovars
- Censure au Kosovo

### Presse écrite
- Presse écrite au Kosovo, Presse écrite au Kosovo (rubriques)
- Liste de journaux au Kosovo (en)
- Liste de magazines au Kosovo

### Radio
- Radio au Kosovo, Radio au Kosovo(rubriques)
- Radio-télévision du au Kosovo
- Liste des stations de radio au Kosovo (en)

### Télévision
- Liste des chaînes de télévision au Kosovo, Télévision au Kosovo (rubriques)

### Internet (.ks)
- Internet au Kosovo (en), Internet au Kosovo (rubriques)
- Blogueurs kosovars
- Sites web kosovars
- Press Reader[6] (Bulac/Inalco)

## Littérature
- Littérature kosovare, Littérature kosovare (rubriques), Literature of Kosovo (en)
- Écrivains kosovars, Liste alphabétique d'écrivains kosovars
- Prix littéraires au Kosovo

## Artisanat
- Arts appliqués, Arts décoratifs, Arts mineurs, Artisanat d'art, Artisan(s), Trésor humain vivant, Maître d'art
- Artisanat par pays, Artistes par pays

Les savoir-faire liés à l’artisanat traditionnel relèvent (pour partie) du patrimoine culturel immatériel de l'humanité.
Mais une grande partie des techniques artisanales ont régressé, ou disparu, dès le début de la colonisation, et plus encore avec la globalisation, sans qu'elles aient été suffisamment recensées et documentées.

### Arts graphiques
- Calligraphie, Enluminure, Gravure, Origami

### Design
- Designers kosovars

### Textiles
- Art textile, Arts textiles, Fibre, Fibre textile, Design textile
- Mode, Costume, Vêtement, Confection de vêtement, Stylisme
- Technique de transformation textile, Tissage, Broderie, Couture, Tricot, Dentelle, Tapisserie,
- Stylistes kosovars

### Cuir
- Maroquinerie, Cordonnerie, Fourrure

### Papier
- Papier, Imprimerie, Techniques papetières et graphiques, Enluminure, Graphisme, Arts graphiques, Design numérique

### Bois
- Travail du bois, Boiserie, Menuiserie, Ébénisterie, Marqueterie, Gravure sur bois, Sculpture sur bois, Ameublement, Lutherie

### Métal
- Métal, Sept métaux, Ferronnerie, Armurerie, Fonderie, Dinanderie, Dorure, Chalcographie

### Poterie, céramique, faïence
- Mosaïque, Poterie, Céramique, Terre cuite

### Verrerie d'art
- Arts du verre, Verre, Vitrail, Miroiterie

### Joaillerie, bijouterie, orfèvrerie
- Lapidaire, Bijouterie, Horlogerie, Joaillerie, Orfèvrerie

### Espace
- Architecture intérieure, Décoration, Éclairage, Scénographie, Marbrerie, Mosaïque
- Jardin, Paysagisme

## Arts visuels
- Arts visuels, Arts plastiques
- Art au Kosovo, Art kosovar (rubriques)
- Art kosovar
- Artistes kosovars
- Artistes contemporains kosovars
- Écoles d'art au Kosovo
- Musées d'art au Kosovo, Liste de musées au Kosovo
- Académie kosovare des sciences et des arts

### Dessin
- Dessinateurs kosovars
- Graveurs kosovars
- Illustrateurs kosovars
- Affichistes kosovars
- Auteurs kosovars de bande dessinée
- Gravure par pays

### Peinture
- Peinture kosovare, Peinture au Kosovo (rubriques)
- Peinture et sculpture au Kosovo (ébauche) (en)
- Peintres kosovars

### Sculpture
- Sculpture au Kosovo, Sculpture kosovare (rubriques)
- Catégorie:Sculpture au Kosovo, Sculpture au Kosovo (rubriques)
- Peinture et sculpture au Kosovo (en)

### Architecture
- Architecture au Kosovo, Architecture au Kosovo (rubriques)
- Architectes kosovars
- Urbanisme au Kosovo (rubriques)

### Photographie
- Photographie au Kosovo, Photographie au Kosovo (rubriques)
- Photographes kosovars

### Graphisme
- Graphistes kosovars

## Arts du spectacle
- Spectacle vivant, Performance, Art sonore
- Arts de la performance

### Musique
- Musique par pays, Musique improvisée, Improvisation musicale
- Musique traditionnelle, Traditional music in Kosovo (en)
- Musique kosovare, Musique kosovare (rubriques)
- Musique au Kosovo (en)
- Musique classique au Kosovo (en)
- Musiciens kosovars, Compositeurs kosovars
- Chant choral kosovar
- Chanteurs kosovars, Chanteuses kosovares
- Écoles de musique par pays, École de musique au Kosovo
- Œuvres de compositeurs kosovars, Opéras kosovars
- Hip-hop serbe, Turbo folk
- Musique traditionnelle, classique, contemporaine, populaire / urbaine
- Musique des Balkans, Musique albanaise, Musique serbe
- Musique de l'Europe du sud-est
- Musique yougoslave (1945-1992)
  - Punk yougoslave, Nouvelle vague musicale yougoslave
  - Popular music in the Socialist Federal Republic of Yugoslavia (en)
- Festivals de musique au Kosovo
- Récompenses de musique au Kosovo

Les chanteurs comme Shkurte Fejza, Shyhrete Behluli, Adelina Ismajli ou Mahmut Ferati, Dafina Zeqiri, Gente ismajli, Shpat Kasapi (Duffy'e) sont très populaires au Kosovo (dans la communauté albanaise).
Les genres de musiques varient entre musique traditionnelle folklorique, hip hop, r'n'b, etc.

### Danse
- Danse au Kosovo, Danse au Kosovo(rubriques)
- Liste de danses, Catégorie:Danse par pays
- Liste de(s) danses nationales (en)
- Liste de danses populaires, ethniques, régionales par origine (en)
- Danses kosovares, danses albanaises
- Danse traditionnelle, moderne
- Danse contemporaine
- Liste de compagnies de danse et de ballet, Compagnies de danse contemporaine
- Danse en Yougoslavie (1945-1992), Danse en Yougoslavie (rubriques)
- Liste de chorégraphes contemporains, Chorégraphes kosovars
- Danseurs kosovars
- Kolo (danse)
- Festivals de danse au Kosovo
- Récompenses de danse au Kosovo
- Patinage artistique au Kosovo

### Théâtre
- Improvisation théâtrale, Jeu narratif
- Théâtre au Kosovo, Théâtre kosovar (rubriques), Théâtre yougoslave (rubriques)
- Dramaturges kosovars
- Metteurs en scène kosovars, Liste de metteurs en scène kosovars
- Pièces de théâtre kosovares
- Théâtre albanais
- Salles de théâtre :
- Troupes ou compagnies : Compagnie Liria
- Festivals de théâtre :
- Récompenses de théâtre : Nous les petites enfants de Tito de Simon Pitaqaj Prix CNT (Centre national du Théâtre)

### Autres: marionnettes, mime, pantomime, prestidigitation
- Marionnettistes kosovars
- Théâtre de marionnettes

### Cinéma
- Cinéma kosovar, Cinéma kosovar (rubriques)
- Animation par pays, Cartoon
- Réalisateurs kosovars, Scénaristes kosovars, Monteurs kosovars
- Acteurs kosovars, Actrices kosovares
- Films kosovars, Liste de films kosovars
  - Films documentaires kosovars
  - Films d'animation kosovars
- Cinéma yougoslave, Cinéma yougoslave (rubriques) (1945-1992), Archives du film yougoslave de Belgrade
- Cinémathèque, Liste de films yougoslaves (en)
- Festivals de cinéma au Kosovo
- Récompenses de cinéma :

Kosovafilmi est une compagnie cinématographique (production et distribution) produisant des films en albanais, créée en 1969 par des réalisateurs. Le théâtre national du Kosovo (albanais : Teatri Kombëtar i Kosovës) est le théâtre principal où des pièces sont montrées régulièrement par des artistes albanais et internationaux.
- Agim Sopi (1956-) a réalisé plusieurs films et est connu en Amérique ainsi que dans les pays albanophones.

### Autres
- Vidéo, Jeux vidéo, Art numérique, Art interactif
- Culture alternative, Culture underground

## Tourisme
- Tourisme au Kosovo, Tourisme au Kosovo (rubriques)
- Sur WikiVoyage
- Conseils aux voyageurs pour le Kosovo :
  - France Diplomatie.gouv.fr
  - CG Suisse eda.admin.ch
  - USA US travel.state.gov

## Héritage culturel
- Héritage culturel du Kosovo (en)